# Madeleine Švédská
Princezna Madeleine Švédská, vévodkyně hälsinglandská a gästriklandská (švédsky Hennes Kunglig Höghet Madeleine, Prinsessa av Sverige, Hertiginna av Hälsingland och Gästrikland, celým jménem Madeleine Thérèse Amélie Joséphine; * 10. června 1982 Ekerö) je nejmladší potomek a druhá dcera švédského krále Carla XVI. Gustafa a královny Silvie Švédské.
Narodila se 10. června 1982 v Drottningholmském paláci a 31. srpna téhož roku byla v královském paláci ve Stockholmu pokřtěna. Jejími kmotrami byly její teta princezna Christina, paní Magnusonová (Prinsessan Christina, fru Magnuson) a otcova sestřenice princezna Benedikta Dánská. Kmotry byli otcův bratranec princ Andreas Sasko-Kobursko-Gothajský a její strýc (morbror) Walther Sommerlath, starší bratr královny Silvie.
Princezna Madeleine je pátou následnicí v linii následnictví švédského trůnu, a to po své sestře, korunní princezně Viktorii Švédské, jejích dětech, dceři Estelle a synovi Oscarovi, a bratrovi Karlu Filipu Švédském. Je také příslušnicí Linie následnictví britského trůnu, protože její otec je prapravnuk britské královny Viktorie. Její čtvrté jméno, Joséphine, jí bylo dáno na počest památky Joséphine de Beauharnais mladší (1807–1876), královny Švédska a Norska v letech 1844 až 1859.

## Vzdělání
Mezi lety 1985–1989 navštěvovala předškolní vzdělávací zařízení. Od roku 1989 získávala základní vzdělání, když navštěvovala školu v Brommě. Další část vzdělávání absolvovala na škole ve Stockholmu. Střední vzdělání získala na gymnáziu v městě Enskilda.
Během podzimu 2001 pobývala v Londýně, kde se věnovala studiu angličtiny. Na jaře 2002 získala základní vědomosti o švédském právním systému a obdržela také certifikát European Computer Driving Licence. V roce 2003 studovala na Stockholmské univerzitě historii a umění. Na téže univerzitě absolvovala v roce 2004 kurz etnologie. Hovoří plynně švédsky, anglicky a německy a na střední úrovni ovládá francouzštinu. Přes svá rozmanitá studia nezískala prozatím žádný akademický titul.

## Zasnoubení
Dne 11. srpna 2009 oznámila princezna zasnoubení s advokátem Jonasem Bergströmem, se kterým byla ve vztahu již od roku 2002. Princezna sdělila, že k zasnoubení došlo na ostrově Capri na počátku června 2009. Před zasnoubením dal svůj souhlas k plánované svatbě král Carl XVI. Gustav a poté došlo ke schválení svatby i švédským kabinetem. V roce 2009 bylo oznámeno, že Jonas Bergström měl po svatbě získat titul „vévoda hälsinglandský a gästriklandský“, který by byl obdobný princezninu titulu.

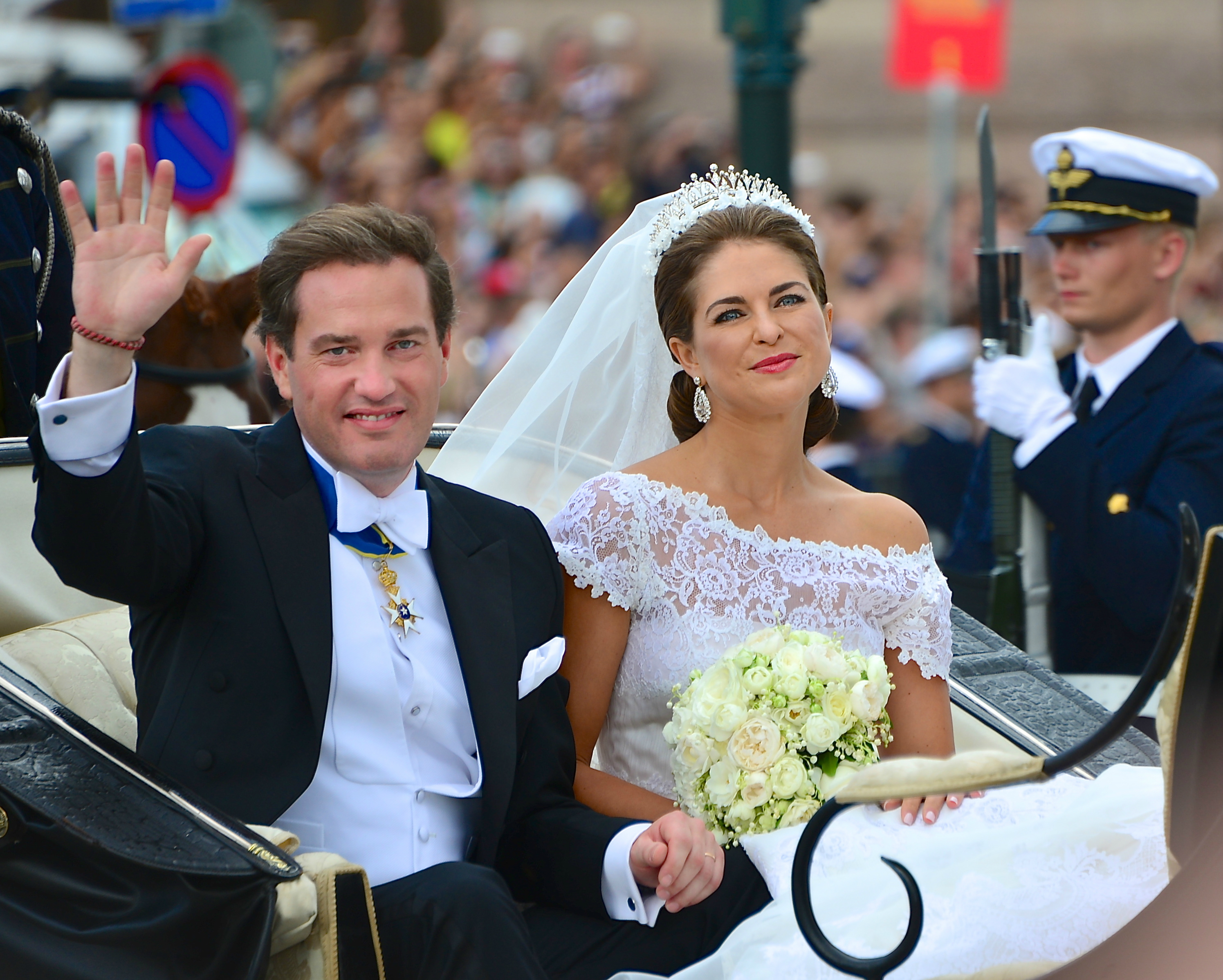
Princezna Madeleine Švédská a Christopher O'Neill v den jejich svatby 8. června 2013

Svatba princezny Madeleine a Jonase Bergströma se měla původně konat ve druhé polovině roku 2010, ale byla zprvu odložena. Oficiálním zdůvodněním byla svatba korunní princezny Viktorie v červnu toho roku. Navzdory tomu, že ve vztahu princezny Madeleine a Bergströma byly již problémy, prohlásila tehdy královna Silvia Švédská, že je vše v pořádku. Poté, co média intenzivně spekulovala o problémech, bylo 24. dubna 2010 oznámeno, že se svatba konat nebude a zasnoubení páru bylo zrušeno.
Zpráva CNN tvrdila, že Bergström podváděl princeznu s vysokoškolskou studentkou. Jiná verze důvodu zrušení zásnub byla, že Bergström měl aféru s norskou hráčkou házené jménem Tora Uppstrøm Berg.

## Manželství

Erb princezny Madeleine

Po rozchodu s Jonasem Bergströmem se Madeleine odstěhovala do Spojených států, kde začala pracovat bez nároku na plat pro World Childhood Foundation. V USA se seznámila s bankovním zaměstnancem Christopherem O'Neillem, svým budoucím manželem. Svatba se konala 8. června 2013 v královské kapli ve Stockholmu a na rozdíl od svatby Madleininy starší sestry, korunní princezny Viktorie, byla financována pouze královskou rodinou. Byla přenášena mnoha televizními stanicemi. Christopher O'Neill oznámil, že si ponechá své občanské jméno a bude nadále pracovat v bance. Nebude tedy formálně povýšen do šlechtického stavu. Manželský pár má v úmyslu žít v New Yorku.
Dne 20. února 2014 se v New Yorku páru narodil první potomek, princezna Leonore Lilian Maria, vévodkyně z Gotlandu. Druhý potomek páru, princ Nicolas Paul Gustaf, vévoda z Ångermanlandu, se narodil 15. června 2015 ve Stockholmu. Rodina se poté přestěhovala do Londýna, kde v současné době žije a kde žije i matka Christophera O'Neilla. Třetí potomek páru, dcera princezna Adrienne Josephine Alice se narodila 9. března 2018.

## Zájmy

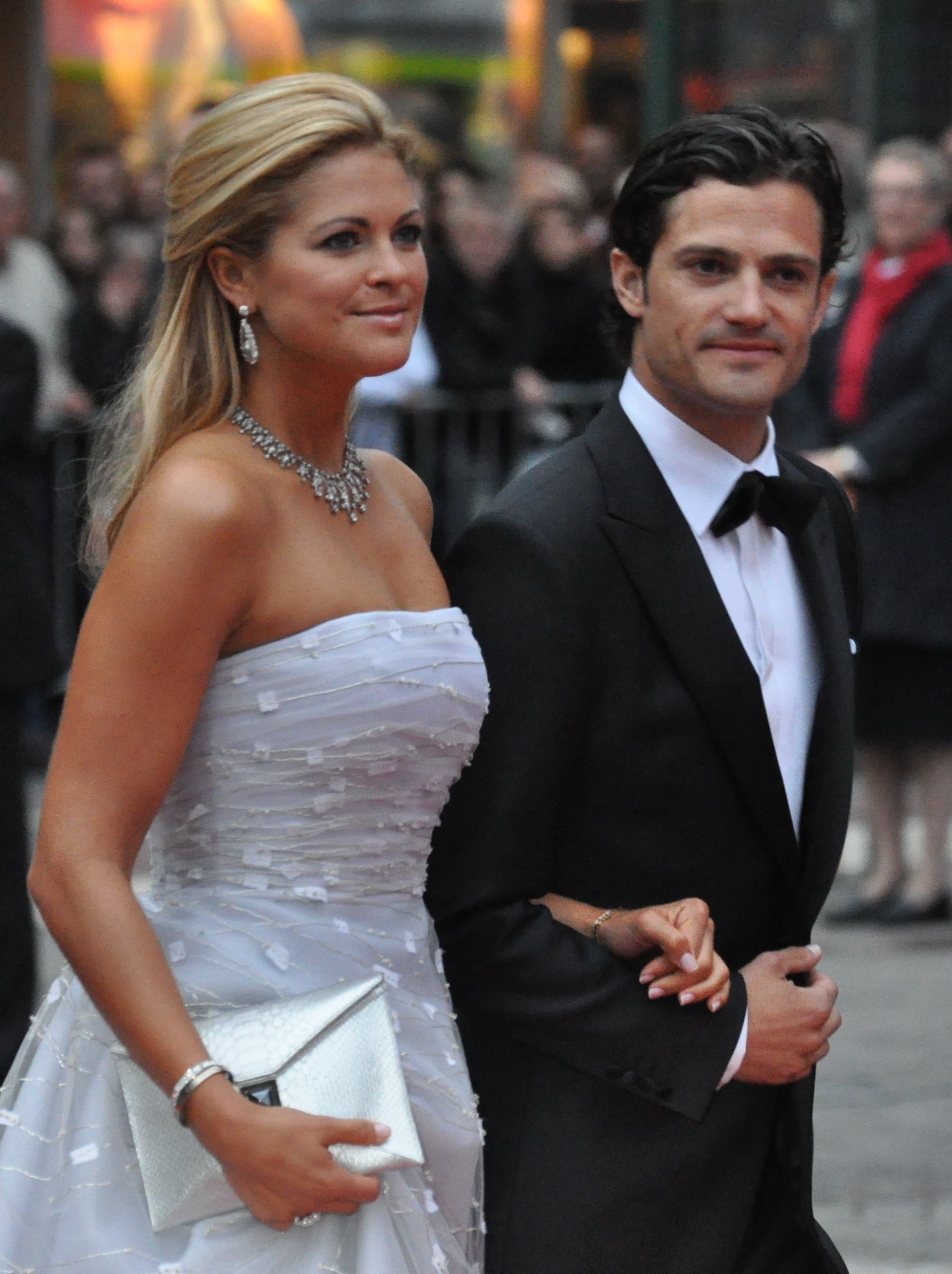
Princezna Madeleine Švédská se svým bratrem Karlem Filipem Švédským na svatbě korunní princezny Viktorie Švédské

Princezna Madeleine je nadšená jezdkyně na koních. Sama dokonce vlastnila několik koní a pod jménem Anna Svensson se zúčastnila několika parkurových závodů. Ráda lyžuje a zajímá se o svět kultury, zejména o divadlo, tanec a jiné druhy umění. V roce 2001, kdy nabyla plnoletosti, založila v rodné provincii Gävleborg fond na podporu mladých jezdců na koních. V roce 2001 získala několik ocenění za svou jezdeckou dovednost.
Stala se také členkou několika charitativních organizací. V roce 2006 pracovala šest měsíců v New Yorku pro UNICEF v oblasti podpory ochrany dětí a mládeže.

## Královské povinnosti
K výkonu královských povinností se zavazuje jménem svého otce a švédského lidu.

## Popularita
V roce 2008 obsadila princezna Madeleine 12. místo v anketě 20 Hottest Young Royals, kterou vyhlašovalo vydavatelství Forbes. V roce 2011 obsadila třetí místo v anketě Hottest Royal Women.